# Хакан Речбер
Хакан Речбер (тур. Hakan Reçber, нар. 17 серпня 1999) — турецький тхеквондист, бронзовий призер Олімпійських ігор 2020 року, чемпіон Європи.

## Виступи на Олімпіадах
| Олімпіада  | Дисципліна | Місце |
| ---------- | ---------- | ----- |
| Токіо 2020 | до 68 кг   | 3     |
| Париж 2024 | до 68 кг   | 7     |

## Зовнішні посилання
- Хакан Речбер [Архівовано 7 червня 2021 у Wayback Machine.] на сайті taekwondodata.com.